# Campeonato regional de Santo Antão Sur
El Campeonato regional de fútbol de Santo Antão Sur es una liga de fútbol de la Isla de Santo Antão de Cabo Verde, organizada por la Asociación regional de fútbol de Santo Antão (ARFSA). El campeón de la competición tiene derecho a participar en el campeonato caboverdiano de fútbol.
Se creó en el año 1997 al dividir la isla en dos campeonatos, este de la zona sur es jugado por los equipos del municipio de Porto Novo, y los partidos se disputan en el estadio Municipal de Porto Novo.
El campeonato está compuesto por una división donde participan siete equipos, siguiendo un sistema de liga, los siete equipos se enfrentaran todos contra todos en dos ocasiones, una como local y otra visitante, sumando un total de 14 jornadas. El campeón se clasifica para participar en el campeonato caboverdiano de fútbol.
Otras competiciones realizadas en la región son la Copa de Porto Novo y la Supercopa de Porto Novo. También en conjunto con la otra asociación regional de la isla se realiza la Copa de Santo Antão y la Supercopa de Santo Antão.

## Palmarés

### Por año[1]
| - 1997-98 : Académica do Porto Novo - 1998-99 : CS Marítimo - 1999-00 : Académica do Porto Novo - 2001-02 : CF Sanjoanense - 2002-03 : Académica do Porto Novo - 2004-05 : Académica do Porto Novo - 2005-06 : Sporting Porto Novo | - 2006-07 : Sporting Porto Novo - 2007-08 : GDRC Fiorentina - 2008-09 : Sporting Porto Novo - 2009-10 : CS Marítimo - 2010-11 : Académica do Porto Novo - 2011-12 : Académica do Porto Novo | - 2012-13 : Académica do Porto Novo - 2013-14 : Académica do Porto Novo - 2014-15 : Académica do Porto Novo - 2015-16 : Académica do Porto Novo - 2016-17 : Académica do Porto Novo - 2017-18 : Académica do Porto Novo - 2018-19 : Académica do Porto Novo |

### Por club
| Club                         | Títulos | Años de los títulos                                                                                                  |
| ---------------------------- | ------- | --- |
| Académica do Porto Novo      | 13      | 1997-98, 1999-00, 2002-03, 2004-05, 2010-11, 2011-12, 2012-13, 2013-14, 2014-15, 2015-16, 2016-17, 2017-18 y 2018-19 |
| Sporting Clube do Porto Novo | 3       | 2005-06, 2006-07 y 2008-09                                                                                           |
| CS Marítimo                  | 2       | 1998-99 y 2009-10 |
| CF Sanjoanense               | 1       | 2001-02 |
| GDRC Fiorentina              | 1       | 2007-08 |

## Otras competiciones

### Supercopa de Porto Novo
| - 2007 : Académica do Porto Novo - 2008 : GDRC Fiorentina - 2009 : Sporting Clube do Porto Novo - 2010 : Inter F.C. de Porto Novo | - 2011 : no disputada - 2012 : Académica do Porto Novo - 2013 : no disputada | - 2014 : Académica do Porto Novo - 2015 : Académica do Porto Novo - 2016 : Académica do Porto Novo |

| Club                         | Títulos |
| ---------------------------- | ------- |
| Académica do Porto Novo      | 5       |
| GDRC Fiorentina              | 1       |
| Sporting Clube do Porto Novo | 1       |
| Inter F.C. de Porto Novo     | 1       |